# Xivita erràtica
La xivita erràtica (Tringa incana) és una espècie d'ocell de la família dels escolopàcids (Scolopacidae) que en estiu habita corrents fluvials, llacs i aiguamolls del nord-est de Sibèria, Alaska i zona propera del Canadà i en hivern costes del Pacífic des dels Estats Units fins al nord de Xile i les illes Galápagos i Hawaii.